# Bloco sonoro

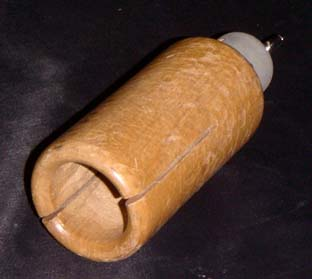
Bloco sonoro tubular.

Bloco sonoro (ou tap box) é um idiofone de percussão composto de blocos ocos de madeira (wood-block em inglês) ou de plástico, com um corte ou furo que permite a vibração de suas paredes; funcionando como sua própria caixa de ressonância. E geralmente formam um conjunto sonoro com cinco blocos de tamanhos diferentes cada um com uma afinação diferente, que fazem parte do conjunto de instrumentos da seção de percussão de conjuntos musicais ou orquestras.
Existem vários formatos: caixa, tubulares, esféricos, ou ovoides. Que podem ser fixados,  por parafusos ou cordas, a um suporte metálico ou apoiados em uma superfície plana.  Músicos do leste asiático usam blocos sonoros de vários tamanhos: desde pequenos blocos, que cabem na mão, até grandes caixas (geralmente fixas em templos), que são percutidas com uma pequena tora de madeira que é balançada em direção a elas, chamados tambores de tora, feitos de troncos ocos de madeira, utilizam um princípio semelhante ao bloco pequeno e são utilizados na África e nas ilhas do Pacífico.

## Características
Os msodelos mais comuns de bloco sonoro são de madeira, também existem os modelos feitos de plástico que imitam o som da madeira. Os blocos são percutidos com baquetas de ponta dura. Também podem ser acoplados a uma bateria. O bloco sonoro ajuda o percussionistas compor seu set de instrumentos de modo a produzir efeitos sonoros originais.

## Origem
O bloco sonoro é oriundo da China, onde era associado a rituais religiosos, mas existem também referências da existência de blocos de madeira há milhares de anos na África, onde eram usados em rituais de fertilidade. No início do século XX, ragtimers e jazzistas chamavam-no de clog box (caixa de socos) ou tap box (caixa de golpes).
Na época do cinema mudo, blocos sonoros eram empregados para imitar o som de cascos de cavalo, o gotejar da água e também o som de sapateado. As orquestras  de música erudita também empregam o instrumento com alguma  frequência. 